# Pirttijärvi (sjö i Finland, Kajanaland, lat 64,98, long 27,50)
Pirttijärvi är en sjö i Finland. Den ligger i kommunen Puolango i landskapet Kajanaland, i den centrala delen av landet, 500 km norr om huvudstaden Helsingfors. Pirttijärvi ligger 136,4 meter över havet. Den är 8,2 meter djup. Arean är 1,95 kvadratkilometer och strandlinjen är 9,27 kilometer lång. Sjön  ingår i Kiminge älvs huvudavrinningsområde.   
I övrigt finns följande vid Pirttijärvi:
- Housujärvi (en sjö)